# Balthazar Johannes Vorster

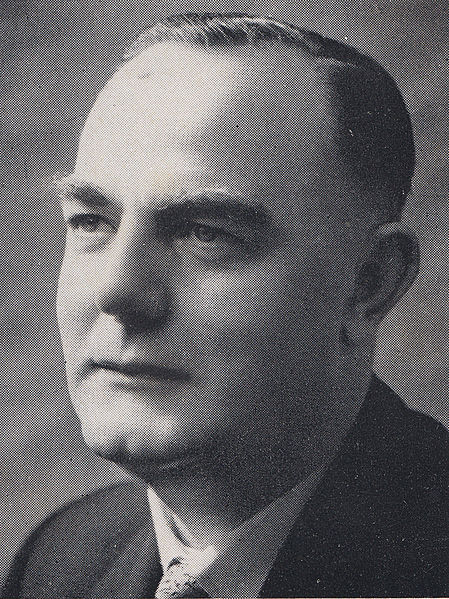
Balthazar Johannes Vorster

Balthazar Johannes Vorster (auch John Vorster; * 13. Dezember 1915 in Jamestown, Kapprovinz (jetzt Ostkap); † 10. September 1983 in Kapstadt) war ein südafrikanischer Politiker der Nasionale Party. Er war von 1966 bis 1978 Ministerpräsident und 1978/79 Staatspräsident der Republik Südafrika.

## Leben

### Jugend, Studium und Rechtsanwaltstätigkeit
Vorster, 15. Kind eines Schaffarmers, studierte nach dem Besuch der Sterkstrom High School Rechtswissenschaften, Soziologie und Psychologie an der Universität Stellenbosch. Nach der dortigen Promotion war er von 1940 bis 1944 als Rechtsanwalt bei Port Elizabeth tätig.

### Ossewabrandwag und Internierung
Am 4. September 1939 erklärte Südafrika dem Deutschen Reich den Krieg. Während des Zweiten Weltkrieges sympathisierte das Mitglied und der Mitbegründer der ultrarechten Ossewabrandwag-Organisation mit den Achsenmächten. Diese Organisation favorisierte die Errichtung eines autoritären südafrikanischen Staates, in dem nur „anpassungsfähige Weiße“ die Staatsbürgerschaft besitzen und Privatunternehmen abgeschafft werden sollten. Er bekleidete in der paramilitärischen Sektion dieser Organisation den Rang eines Generals und wandte sich gegen die südafrikanische Kriegsteilnahme an der Seite des Vereinigten Königreichs.
Auf Grund dieser politischen Betätigung wurde Vorster am 23. September 1942 mit dem Vorwurf des Landesverrats verhaftet. Von September 1942 bis Februar 1944 war er für 17 Monate in Koffiefontein interniert. Während dieser Internierung entstand die Freundschaft mit Hendrik van den Bergh, einem späteren Polizeioffizier, den Vorster als Ministerpräsident 1968 zu seinem Sicherheitsberater ernannte und ihn in der Folge mit der Leitung von BOSS beauftragte.

### Politische Mandate
Bereits 1953 nahm Vorster für die Nationale Partei einen Sitz im Parlament ein. Von 1958 bis 1961 besetzte er das Amt des stellvertretenden Ministers für Erziehung, Wissenschaft, Kunst und Sozialfürsorge. Von 1961 bis 1966 war Vorster Justizminister.
Als am 6. September 1966 der amtierende Ministerpräsident Hendrik Frensch Verwoerd im Parlament ermordet wurde, einigten sich die führenden Mitglieder der Nationalen Partei innerhalb einer Woche auf Vorster als dessen Nachfolger; dieser trat am 13. September sein Amt an. Zu diesem Zeitpunkt galt er wie sein Vorgänger als unbestrittener Verfechter der Apartheids-Politik.
Als Bekenntnis zu seinem bisherigen politischen Weg enthüllte Vorster im Oktober 1967 ein Denkmal für Johannes Frederik Janse Van Rensburg († 25. September 1966), den Generalkommandeur von Ossewabrandwag.
Im Jahre 1969 konzentrierte Vorster die bereits von ihm vorangetriebenen polizeilichen Sicherheitsstrukturen im neuen South African Bureau for State Security (BOSS). Der erste legislative Schritt hierzu erfolgte durch den Public Service Amendment Act (No. 86/1969). Zuvor hatte Vorster sich bereits eine spezielle Budgetregelung vom Parlament geben lassen, indem mit dem Security Services Special Account Act (No. 81/1969) die Finanzierung bestimmter Nachrichtendienststrukturen von der öffentlichen Debatte ausgenommen wurde und nun ausschließlich der internen Kontrolle des Auditor-General in Konsultation mit dem Premierminister unterstand. Weitere Konkretisierungen für BOSS kamen mit dem General Law Amendment Act (No. 101/1969) nach seiner Verabschiedung im Parlament, das allgemein als „BOSS-Gesetz“ bezeichnet wird.
Nach dem Sharpeville-Massaker von 1960 war Südafrika in eine internationale Isolation geraten, die das Land zu verstärkten Bemühungen um den Erhalt seiner Reputation zwangen. Jedoch erst Vorsters Regierung leitete einen umfassenden Dialog mit kooperationswilligen Staaten Schwarzafrikas ein. Der Außenminister Hilgard Muller sprach im Oktober 1969 vor der UN-Vollversammlung von einem „Dialog mit anderen afrikanischen Staaten“ und skizzierte damit einen Wechsel in der Außenpolitik seines Landes. Zuerst griff der Präsident der Elfenbeinküste, Félix Houphouët-Boigny, dieses Dialogangebot auf, das er als eine „Perspektive des Friedens durch Neutralität“ bezeichnete. Sein Vorstoß initiierte 1971 unter der Staatengemeinschaft der OAU heftige Diskussionen. Letztendlich spaltete der südafrikanische Vorstoß die OAU in zwei Lager, scheiterte aber auch durch zu geringe Erfolge für seine Protagonisten.
Als Premierminister verkündete Vorster am 26. Juli 1970, dass das South Africa Atomic Energy Board (Atomenergiebehörde) einen neuen Prozess der Uranisotopentrennung entwickelt habe. Nur drei andere westliche Staaten, Vereinigte Staaten, Großbritannien und Frankreich, hätten solche Anlagen. Südafrika als drittgrößter Uranproduzent der Welt werde nun in den Rang der Atommächte aufsteigen, was die Möglichkeit der Entwicklung von Kernwaffen einschließe. Vorster unterstrich dabei jedoch die Absicht zu einer friedlichen Nutzung.
Den Beziehungen zur Elfenbeinküste widmete die Regierung Vorster einige Jahre später hohe Aufmerksamkeit. Es kam auf Einladung des Präsidenten Houphouët-Boigny zwischen dem 22. und 24. September 1974 zu einem Staatsbesuch in der Elfenbeinküste. Vorster wurde von hochrangigen Vertretern begleitet, darunter der Staatssekretär des Außenministeriums, Bernardus Gerhardus Fourie, der Leiter von BOSS, General Hendrik J. van den Bergh, der Staatssekretär des Informationsministeriums, Eschel Rhoodie und der Chef der Sicherheitspolizei, Brigadier Mike Geldenhuys. Die südafrikanischen Besucher residierten im Gästehaus am Sitz des Präsidenten in Yamoussoukro. Im Oktober 1975 war auf Einladung des Innen- und Informationsministers Connie Mulder der Informationsminister der Elfenbeinküste, Laurent Dona-Fologo in Begleitung seiner Frau zum Gegenbesuch nach Südafrika gereist. Sie hielten sich zwölf Tage im Land auf und führten Gespräche mit Vorster, weiteren staatlichen Amtsträgern und Vertretern der Homelandregierungen.
Als ein wichtiges Beispiel intensiver bilateraler Politik gelten die Kontakte von Malawi zu Südafrika, das trotz dessen Apartheidspolitik diplomatische Beziehungen im Jahr 1967 aufnahm. Zwischen 1968 und 1970 kam es zu wechselseitigen Staatsbesuchen der Präsidenten Hastings Kamuzu Banda und Balthazar Vorster.
Außerdem hielt man sich bei Konflikten in den Nachbarstaaten im Vergleich zur outward-looking policy (eine hegemonial motivierte außenpolitische Initiative Südafrikas) der Vergangenheit zurück, von der Vorster erstmals 1967 als uitwaartse beweging sprach und zu der „machtvolle Kampfeinheiten“ gehörten. Beobachter der Außenpolitik Südafrikas, wie Agrippah T. Mugomba oder O. Geyser meinen jedoch, dass Vorster doch nur die bisherige Politik seines Landes gegenüber allen anderen afrikanischen Staaten fortsetzte.
Innenpolitisch lockerte Vorsters Regierung verschiedene marginale Bestimmungen der Rassentrennung und gewährte den apartheidskonformen Autonomiebestrebungen in den „Bantu-Heimatländern“ bzw. Homelands mehr Raum.
Mit der Überführung der Transkei im Oktober 1976 in die formelle Unabhängigkeit wollte Vorster die Übertragung an die Bantu-Territorien demonstrieren – von den Betroffenen wurde sie nur als „Scheinunabhängigkeit“ empfunden.
Nachdem die Sicherheitskräfte die Bantu-Demonstrationen in Soweto und anderen Townships blutig niedergeschlagen hatten, geriet die Regierung Vorsters außenpolitisch unter den Druck der westlichen Staaten, die eine Aufhebung der Apartheid forderten. Auch unter diesem Eindruck traf die Regierung die Vorbereitung der Unabhängigkeit Namibias.
Enge Beziehungen pflegte Vorster mit Israel. Mit diesem Staat arbeitete man auch im Bereich der Entwicklung von Kernwaffen zusammen. Der frühere israelische Ministerpräsident Jitzchak Rabin lud Vorster 1976 zu einem Staatsbesuch ein, obwohl dessen Sympathie für Nazideutschland in den 1940er Jahren und sein Wirken in der Organisation Ossewabrandwag hinreichend bekannt war. Bei seinem Empfang würdigte Rabin seinen Gast als einen „Kraft für die Freiheit“ und gab seine Erwartung zum Ausdruck, dass die beiderseitigen Beziehungen auf den „von Israel und Südafrika geteilten Idealen, die Hoffnung auf Gerechtigkeit und friedlicher Koexistenz“ beruhen würden (the ideals shared by Israel and South Africa: the hopes for justice and peaceful coexistence). Während seines Aufenthaltes traf Vorster auch mit Menachem Begin und Mosche Dajan zusammen. Der Staatsbesuch öffnete den Weg zu einer künftigen umfassenden technologischen und militärtechnischen Zusammenarbeit beider Länder, besonders bei der Waffenentwicklung und dem Handel mit Militärgütern. Der israelische Diplomat Alon Liel und erster Botschafter im demokratischen Südafrika kommentierte das bilaterale Verhältnis später so, dass nach Meinung in Sicherheitskreisen die Kooperation mit Südafrika wesentlich zum Bestand seines Landes beigetragen habe.
Über den mit seinem Außenminister unternommenen viertägigen Staatsbesuch berichtete Vorster vor dem südafrikanischen Parlament. Im Ergebnis des Besuchs wurde eine „Ministerielle Arbeitsgruppe“ (Ministerial Joint Committee) beider Länder gegründet, die Wege und Möglichkeiten einer umfassenden Zusammenarbeit untersuchen sollte, besonders auf den Gebieten der Wirtschaft und des Handels. Besondere Punkte des Kooperationsabkommens waren dabei:
- die Förderung von Investitionen,
- die Handelsentwicklung,
- die wissenschaftliche und industrielle Zusammenarbeit sowie
- der Einsatz südafrikanischer Rohstoffe und israelischer Fachkräfte für gemeinsame Projekte.

Es wurde die Gründung einer Lenkungsgruppe zur Steuerung des Austauschs von Informationen und Ideen vorgesehen.

### Muldergate-Affäre und Rücktritt
Am 29. September 1978 trat Vorster vor dem Hintergrund des Muldergate-Korruptionsskandals aus gesundheitlichen Gründen vom Amt des Ministerpräsidenten und des Parteivorsitzenden zurück, um dennoch am selben Tag das damals noch eher repräsentative Amt des Staatspräsidenten zu übernehmen. Nachfolger Vorsters als Ministerpräsident wurde Pieter Willem Botha. Den Hardlinern innerhalb seiner Partei war er wohl zu „weich“ geworden; völlig „kaltstellen“ wollten sie den alten „Kampfgefährten“ jedoch noch nicht. Einige von ihnen gründeten im Jahre 1969 die Erneuerte Nationale Partei (Herstigte Nasionale Party). Doch bereits im Juni 1979 musste Vorster sein Amt aufgeben, da man ihm vorwarf, während seiner Regierungszeit auf Anraten seines Informationsministers Cornelius Petrus Mulder einen Geheimfonds für Auslandspropaganda angelegt zu haben, was als die bereits benannte „Muldergate-Affäre“ in die Geschichte des Landes einging und nun offenbar Nachweise vorlagen.

### Spätes politisches Statement und Tod
Im März 1983 sprach Vorster in einem Vortrag an der Universität Pretoria über damals in der Nasionale Party diskutierte Perspektiven einer möglichen Machtaufteilung (power sharing) unter den verschiedenen Bevölkerungsgruppen Südafrikas. Er nahm dazu eine ablehnende Haltung ein und warnte vor der Einbeziehung der indischstämmigen Bevölkerung und der Coloureds in die Diskussion über eine künftige neue Verfassung Südafrikas und dem dabei erwogenen Prinzip one man-one vote (sinngemäß: eine Person, eine Stimme) eines möglichen unitarischen Staates. Der schwarzen Bevölkerung dabei eine Teilhabe innerhalb der neuen Verfassung einzuräumen, würde seiner Auffassung nach die „Todesglocke“ für Südafrika bedeuten.
Im Alter von 67 Jahren starb Vorster als gebrochener Mann.

## Ehrungen
Vorster zu Ehren wurde verschiedene Objekte nach ihm benannt:
- John Vorster Tower in Pretoria,
- B.J. Vorster Airport (KIM) in Kimberley,
- der John Vorster Square in Johannesburg wurde 1997 in Johannesburg Central Police Station umbenannt,[18]
- B.J. Vorster Hospital, ein öffentliches Krankenhaus in Kareedouw[19]